# Secretaria de Estado de Saúde (Rio de Janeiro)
| Secretaria de Estado de Saúde                                                                 |              |
| Rua México, nº 128, andares 3º, 4°, 5°, 6º e 11º - Centro · Rio de Janeiro, RJ · Site oficial |              |
| Atual secretário                                                                              | Edmar Santos |

A Secretaria de Estado de Saúde (SES) é uma das secretarias do Governo do Estado do Rio de Janeiro. É o órgão responsável por formular, implantar e gerenciar as políticas de saúde no estado do Rio de Janeiro, o que inclui o assessoramento aos municípios, a programação, o acompanhamento e a avaliação das ações e das atividades de saúde. A secretaria é responsável pela gestão das Unidades de Pronto Atendimento (UPAs), dos hospitais estaduais e de outros estabelecimentos de saúde situados no Rio de Janeiro.
A visão da secretaria é ser reconhecida como gestora do Sistema Único de Saúde (SUS) no estado do Rio de Janeiro, capaz de garantir a saúde como direito de cidadania e de promover a defesa da vida. Os valores da SES são: a humanização; a transparência; a ética; a probidade; a responsabilidade; a gestão democrática e participativa; o compromisso; e a inovação.
Alguns ex-titulares da secretaria, como o ortopedista Sérgio Côrtes, chegaram a ser presos acusados de integrarem esquemas de desvio de dinheiro dos cofres da SES. Diversos escândalos que ocorreram na secretaria durante a gestão de Sérgio Côrtes, como pagamentos de propinas, desvios de verba para propaganda e fraudes em licitações, vieram à tona a partir de 2017.

## Lista de secretários
A tabela abaixo lista os nomes dos titulares da Secretaria de Estado de Saúde desde 1999, bem como as datas do início e do fim do mandato e o(a) governador(a) do estado do Rio de Janeiro no período:
| Nome                                  | Início do mandato     | Fim do mandato         | Governador(a)       |
| ------------------------------------- | --------------------- | ---------------------- | ------------------- |
| Gilson Cantarino O'Dwyer              | 1º de janeiro de 1999 | 5 de abril de 2002     | Anthony Garotinho   |
| José Leôncio de Andrade Feitosa       | 6 de abril de 2002    | 31 de dezembro de 2002 | Benedita da Silva   |
| Gilson Cantarino O'Dwyer              | 1º de janeiro de 2003 | 31 de dezembro de 2006 | Rosinha Garotinho   |
| Sérgio Luiz Côrtes da Silveira        | 1º de janeiro de 2007 | 31 de dezembro de 2013 | Sérgio Cabral       |
| Marcos Esner Musafir                  | 6 de janeiro de 2014  | 3 de abril de 2014     | Sérgio Cabral       |
| Marcos Esner Musafir                  | 4 de abril de 2014    | 31 de dezembro de 2014 | Luiz Fernando Pezão |
| Felipe dos Santos Peixoto             | 1º de janeiro de 2015 | 3 de janeiro de 2016   | Luiz Fernando Pezão |
| Luiz Antonio de Souza Teixeira Júnior | 4 de janeiro de 2016  | 5 de abril de 2018     | Luiz Fernando Pezão |
| Sérgio D’Abreu Gama                   | 6 de abril de 2018    | 31 de dezembro de 2018 | Luiz Fernando Pezão |
| Edmar José Alves dos Santos           | 1º de janeiro de 2019 | Em exercício           | Wilson Witzel       |